# Ophiderma infantilis
Ophiderma infantilis är en insektsart som beskrevs av Ball. Ophiderma infantilis ingår i släktet Ophiderma och familjen hornstritar. Inga underarter finns listade i Catalogue of Life.